# Пеплум (жанр)

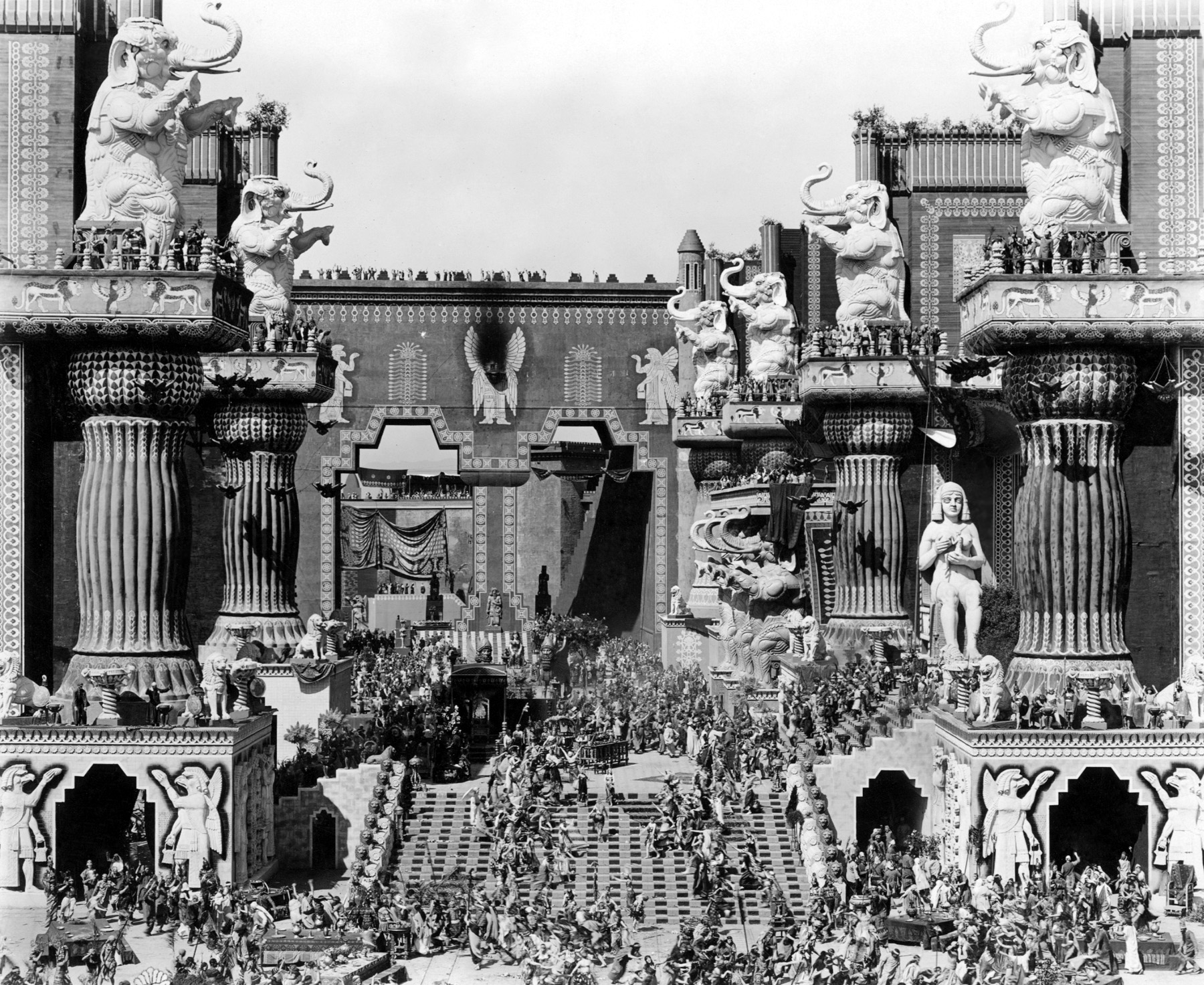
Пышные декорации «Нетерпимости» (1916)

Пе́плум (от др.-греч. πέπλος, πέπλον — платье, одежда, лат. peplum; англ. sword & sandal — «меч и сандалия», нем. Sandalenfilm) — жанр исторического кино, для которого характерны следующие признаки:
- использование античных или библейских сюжетов;
- больша́я продолжительность фильма (зачастую более двух часов);
- масштабность: батальные сцены, обилие общих планов панорамного типа и огромное количество массовки.

Несмотря на историчность сюжета, в фильмах могут присутствовать значительные расхождения с историей в угоду зрелищности; не всегда ставится задача достоверного воссоздания исторических событий.
Расцвет классического пеплума в Голливуде пришёлся на 1950-е — 1960-е годы, но прекратился из-за дороговизны таких фильмов. В XXI веке произошёл ренессанс неопеплума.

## История

### Истоки
Предвестниками жанра считаются итальянская «Кабирия» (1914), сюжет которой разворачивается на фоне Второй Пунической войны, и американская «Нетерпимость» (1916), где часть событий помещена в Вавилонское царство.
После «Кабирии» в Италии было налажено поточное производство фильмов, в которых вымышленные античные герои (как правило, Мацист и Урсус) боролись с врагами из самых разных исторических эпох — варварами, монголо-татарами, вампирами. В Голливуде производство фильмов на библейские сюжеты возглавил известный своими консервативно-христианскими убеждениями Сесил Блаунт Демилль.

### Расцвет в 1950-е — 1960-е

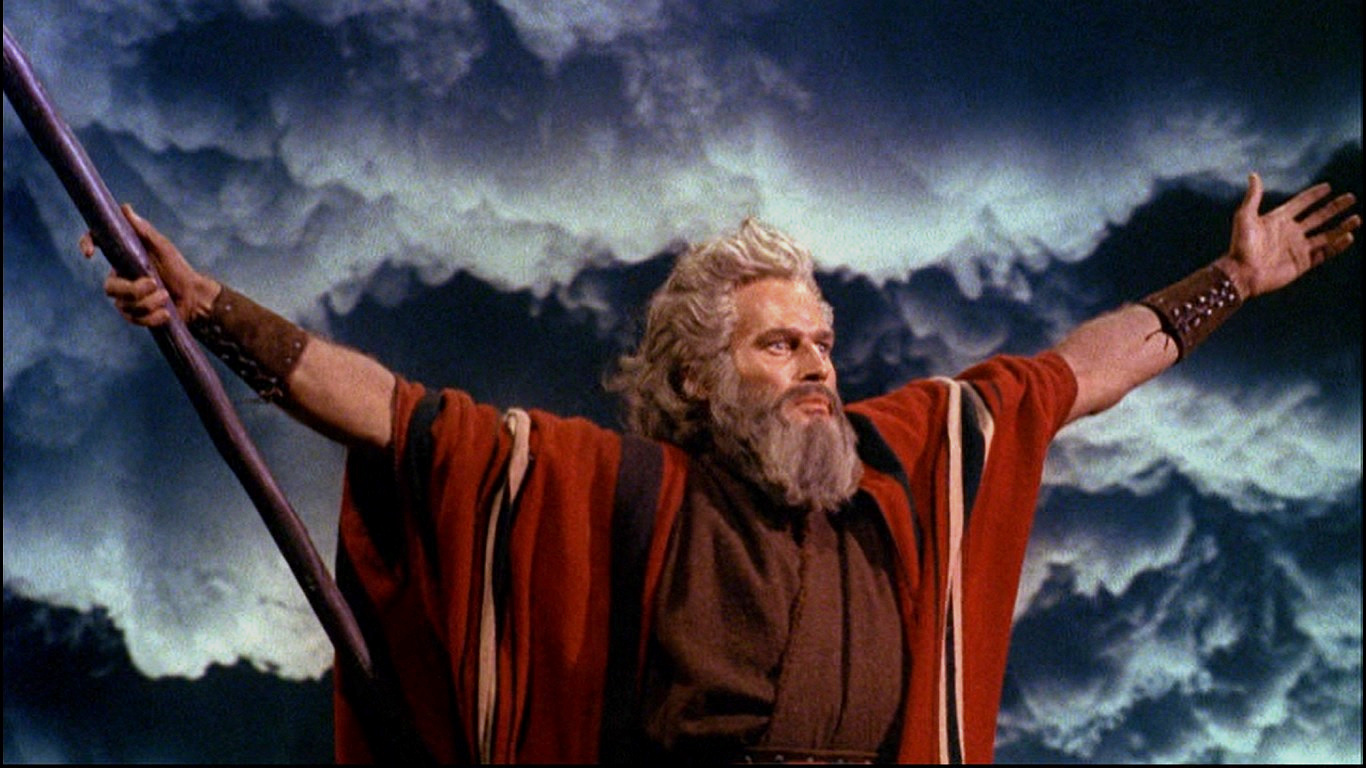
Чарлтон Хестон в роли Моисея в фильме «Десять заповедей»

На рубеже 1950-х и 1960-х годов пеплум переживает новое рождение — как в Италии, так и в США. Римская студия «Чинечитта» была прозвана «Голливудом на Тибре». За 7 лет на итальянской студии на заокеанские деньги было снято свыше 60 эксплуатационных фильмов, где античных героев изображали американские культуристы, и в первую очередь Стив Ривз, ставший после «Подвигов Геракла» самым высокооплачиваемым актёром Европы. «За считанные годы Геракл разгромил заговор обитателей Атлантиды против человечества, совершил путешествие к центру Земли, сверг тиранию в Вавилоне и победил Молоха».
Несколько большее внимание к исторической достоверности свойственно голливудским фильмам на античную тематику, которые претендовали на внимание серьёзной кинокритики и выдвигались на соискание премии «Оскар». Среди таковых выделяются такие всемирно известные киноленты, как «Камо грядеши» (1951) Мервина Лероя, «Плащаница» (1953) Генри Костера, «Деметрий и гладиаторы» (1954) Дэлмера Дэйвза, «Серебряная чаша» (1954) Виктора Сэвилла, «Десять заповедей» (1956) Сесила Б. Демилля, «Александр Великий» (1956) Роберта Россена, «Варавва» (1961) Ричарда Флейшера и др.

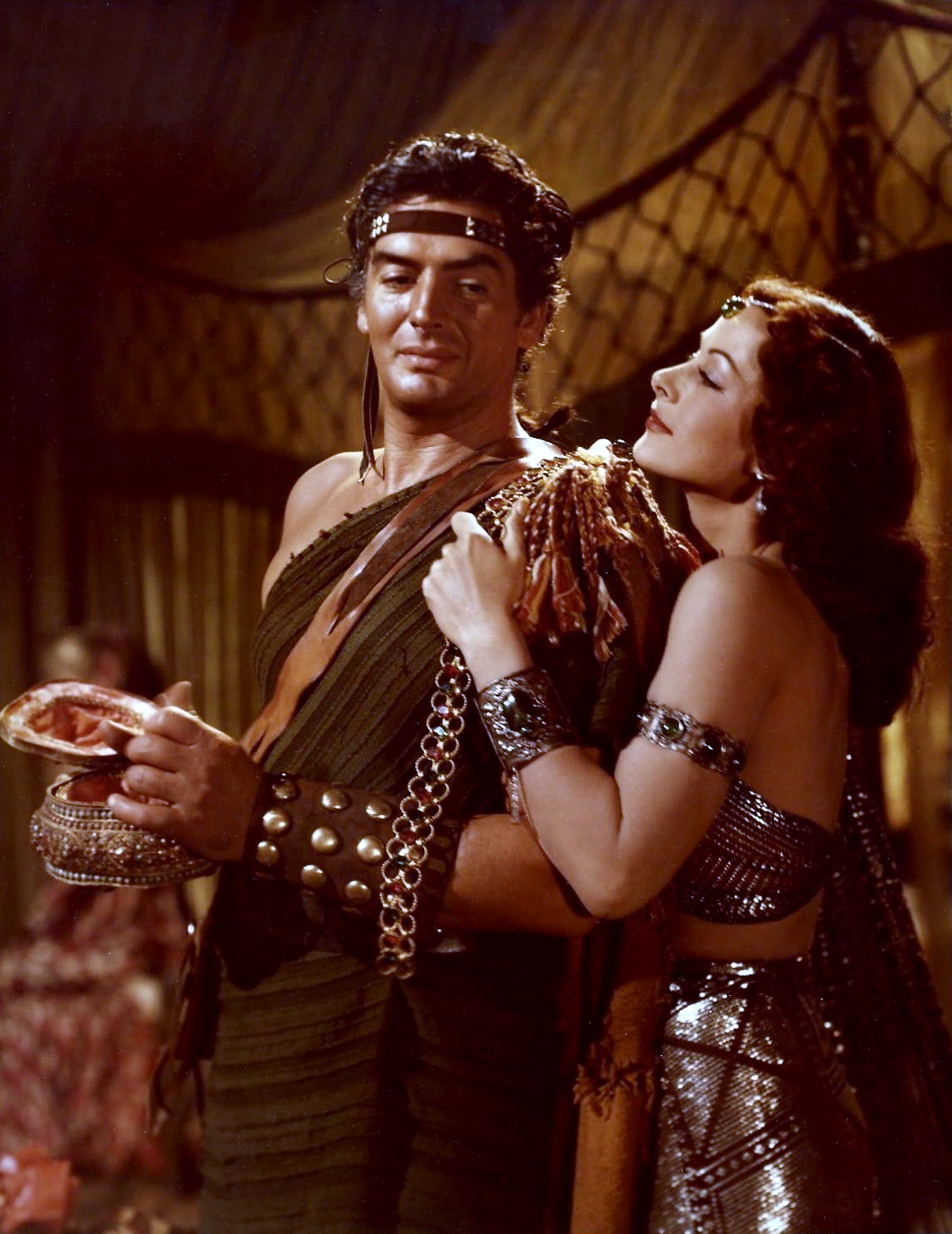
Виктор Мэтьюр и Хеди Ламарр в фильме «Самсон и Далила» (1949)

Долгое время рекорд по количеству наград принадлежал новозаветной эпопее «Бен-Гур» (1959), снятой по одноимённому историческому роману американского писателя Лью Уоллеса, с Чарлтоном Хестоном в главной роли. Хестон вообще стал «лицом» крупнобюджетного пеплума, регулярно появляясь в харизматичных ролях героев древнего мира и средних веков. Среди других исполнителей героических ролей в пеплумах можно отметить американского актёра с итальянскими корнями Виктора Мэтьюра и британского актёра Ричарда Бёртона.
Несколько голливудских пеплумов было отобрано для проката в СССР; особенным успехом пользовались «Подвиги Геракла» (1958), «Спартак» (1960) Стэнли Кубрика и «300 спартанцев» (1962) Рудольфа Мате. В приключенческой ленте Дона Чэффи «Ясон и аргонавты» (1963) были использованы беспрецедентные по сложности анимационные спецэффекты, созданные Рэем Харрихаузеном.

### Упадок
На Западе к середине 1960-х годов пеплумы уже стали объектом пародий. Годар высмеял вульгаризацию и примитивизацию античности дельцами от кино в фильме 1963 года «Презрение». 
Вышедшая на экраны в 1963 году «Клеопатра» с Элизабет Тейлор ознаменовала собой начало заката эпохи классических пеплумов. Чудовищно дорогой фильм, хотя и получил четыре «Оскара», был прохладно встречен и критиками, и зрителями, главным образом из-за затянутости своего сюжета. Последним классическим пеплумом принято считать фильм 1964 года «Падение Римской империи» режиссёра Энтони Манна с Софи Лорен и Омаром Шарифом. Он также провалился в прокате, после чего Голливуд почти на полвека отошёл от массового производства фильмов в этом жанре.
Тем не менее, отдельные образцы пеплума продолжали появляться, особенно в неамериканском кино. Из социалистических стран на производстве пеплумов в конце 1960-х годов специализировалась Румыния. Наиболее известный образец такой кинопродукции — «Даки» (1967). Начиная с фильма Тинто Брасса «Калигула» (1979) в декорациях пеплумов начинают сниматься эротические и даже порнографические ленты.

### Возрождение в XXI веке. Неопеплум

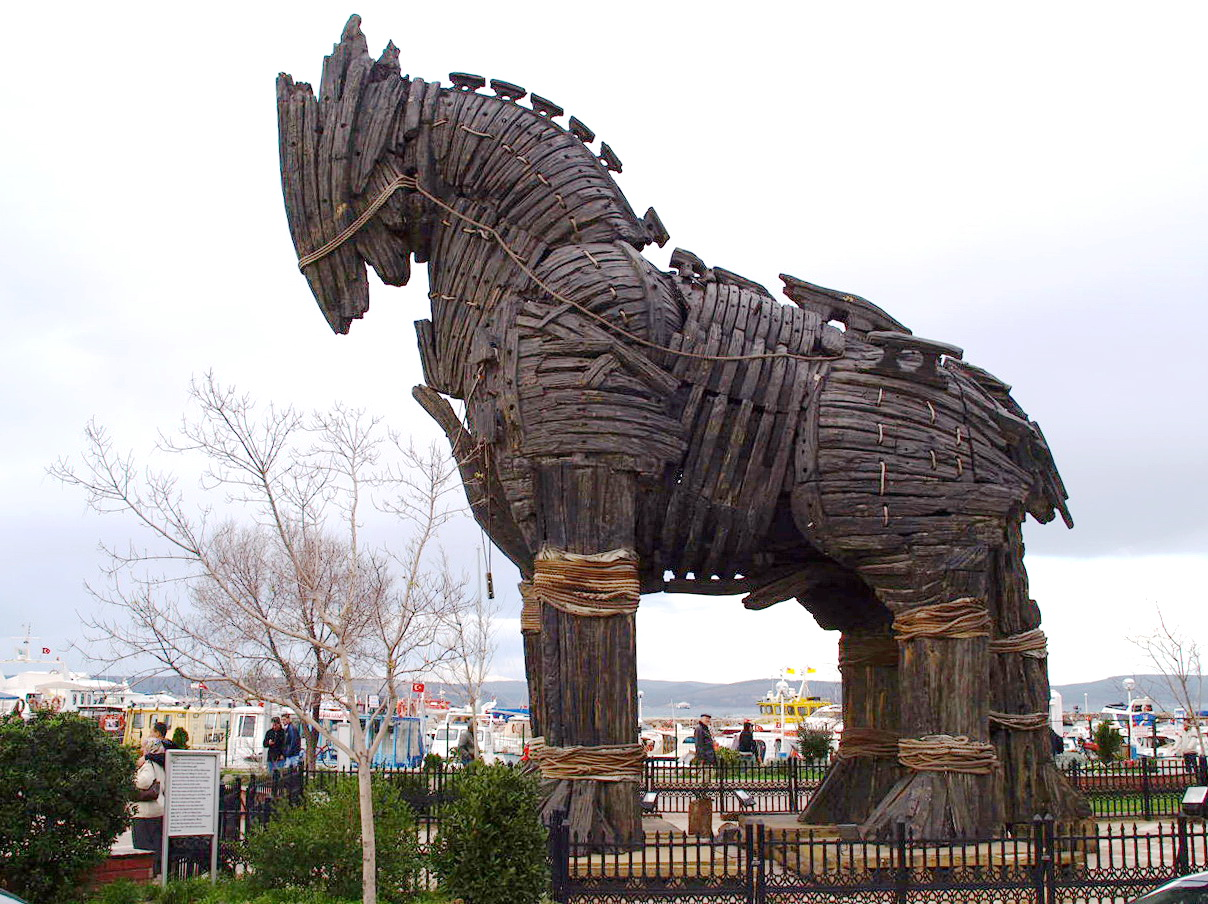
Троянский конь из нео-пеплума «Троя» (2004)

В 2000 году вручение «Оскаров» обернулось триумфом «Гладиатора» Ридли Скотта — фильма, который по основным характеристикам подходит под определение пеплума. После выхода в 2004 году крупнобюджетных картин о Троянской войне («Троя»), Александре Македонском («Александр») и падении Римской империи («Король Артур») заговорили о возвращении моды на этот подзабытый жанр.
В 2000-х годах Голливуд обратился к блокбастерам в жанре неопеплума, созданным на базе компьютерных технологий с использованием тем и героев античной мифологии («300 спартанцев», «Битва титанов», «Война богов: Бессмертные»). По мнению некоторых критиков, неопеплум не ближе к классическому пеплуму, чем спагетти-вестерны — к вестерну традиционному.
Европейские кинематографисты в этот период сосредотачиваются на менее масштабных и дорогостоящих экранизациях исторических романов, среди которых следует отметить «Последний легион» Дага Лефлера (2007), снятый по мотивам одноимённого романа Валерио Массимо Манфреди, и «Орёл Девятого легиона» (2011) Кевина Макдональда, поставленный по одноимённому произведению Розмэри Сатклиф. Не заслужившие столь широкого признания, как американские блокбастеры, и довольно прохладно встреченные критиками, эти постановки, тем не менее, успешно распространялись на DVD, равно как и снятый по оригинальному сюжету «Центурион» Нила Маршалла (2010).
Своего пика новая мода на пеплумы достигла в 2014 году, когда вышло сразу шесть крупнобюджетных фильмов на темы античной и библейской мифологии и истории («Исход: Цари и боги», «300 спартанцев: Расцвет империи», «Ной», «Помпеи», «Геракл», «Геракл: Начало легенды»). Почти все они провалились в прокате, и мода пошла на спад. Тем не менее, продолжали регулярно выходить фильмы, связанные с Новым Заветом: ремейк «Бен-Гура» (2016), «Восставший» (2016), «Мария Магдалина» (2018). В 2024 году вышли продолжение «Гладиатора» и европейское «Возвращение Одиссея», а Кристофер Нолан в 2025 году приступил к экранизации «Одиссеи».

## Представители жанра

### Классические
- Камо грядеши (1951)
- Андрокл и лев (1952)
- Юлий Цезарь (1953)
- Рабы Вавилона (1953)
- Плащаница (1953)
- Деметрий и гладиаторы (1954)
- Египтянин (1954)
- Феодора (1954)
- Десять заповедей (1956)
- Елена Троянская (1956)
- Александр Великий (1956)
- Подвиги Геракла (1958)
- Восстание гладиаторов (1958)
- Бен-Гур (1959)
- Ирод Великий (1959)
- Соломон и царица Савская (1959)
- Легионы Клеопатры (1959)
- Под знаком Рима (Зенобия) (1959)
- Последние дни Помпеи (1959)
- Ганнибал (1959)
- Спартак (1960)
- Карфаген в огне (1960)
- Осада Сиракуз (Архимед) (1960)
- Эсфирь и царь (1960)
- Варавва (1961)
- Завоеватель Коринфа (1961)
- Ромул и Рем (1961)
- Похищение сабинянок (1961)
- Горации и Куриации (1961)
- Амазонки Рима (1961)
- Римская пленница (1961)
- Колосс Родосский (1961)
- Константин Великий (1961)
- 300 спартанцев (1962)
- Сын Спартака (1962)
- Юлий Цезарь, завоеватель Галлии (1962)
- Ясон и аргонавты (1963)
- Клеопатра (1963)
- Месть Спартака (1964)
- Триумфатор (Кориолан) (1964)
- Три центуриона (1964)
- Падение Римской империи (1964)
- Два гладиатора (1964)
- Гиганты Рима (1964)
- Триумф десяти гладиаторов (1964)
- Рим в огне (1965)
- Арминий Херуск. Битва в Тевтобургском лесу (1967)
- Даки (1967)
- Колонна (1968)
- Битва за Рим (1968—1969)
- Антоний и Клеопатра (1972)
- Я, Клавдий (1976)

### Неопеплум
- Клеопатра[англ.] (1999)
- Гладиатор (2000)
- Юлий Цезарь (2002)
- Последний гладиатор (2003)
- Римская империя: Август (2003)
- Римская империя: Нерон (2004)
- Спартак (2004)
- Троя (2004)
- Александр (2004)
- Империя Святого Петра (2005)
- 300 спартанцев (2006)
- Последний легион (2007)
- Агора (2009)
- Святой Августин (2010)
- Центурион (2010)
- Орёл Девятого легиона (2011)
- Помпеи (2014)
- Ной (2014)
- Исход: Цари и боги (2014)
- 300 спартанцев: Расцвет империи (2014)
- Бен-Гур (2016)
- Гладиатор 2 (2024)

## Галерея

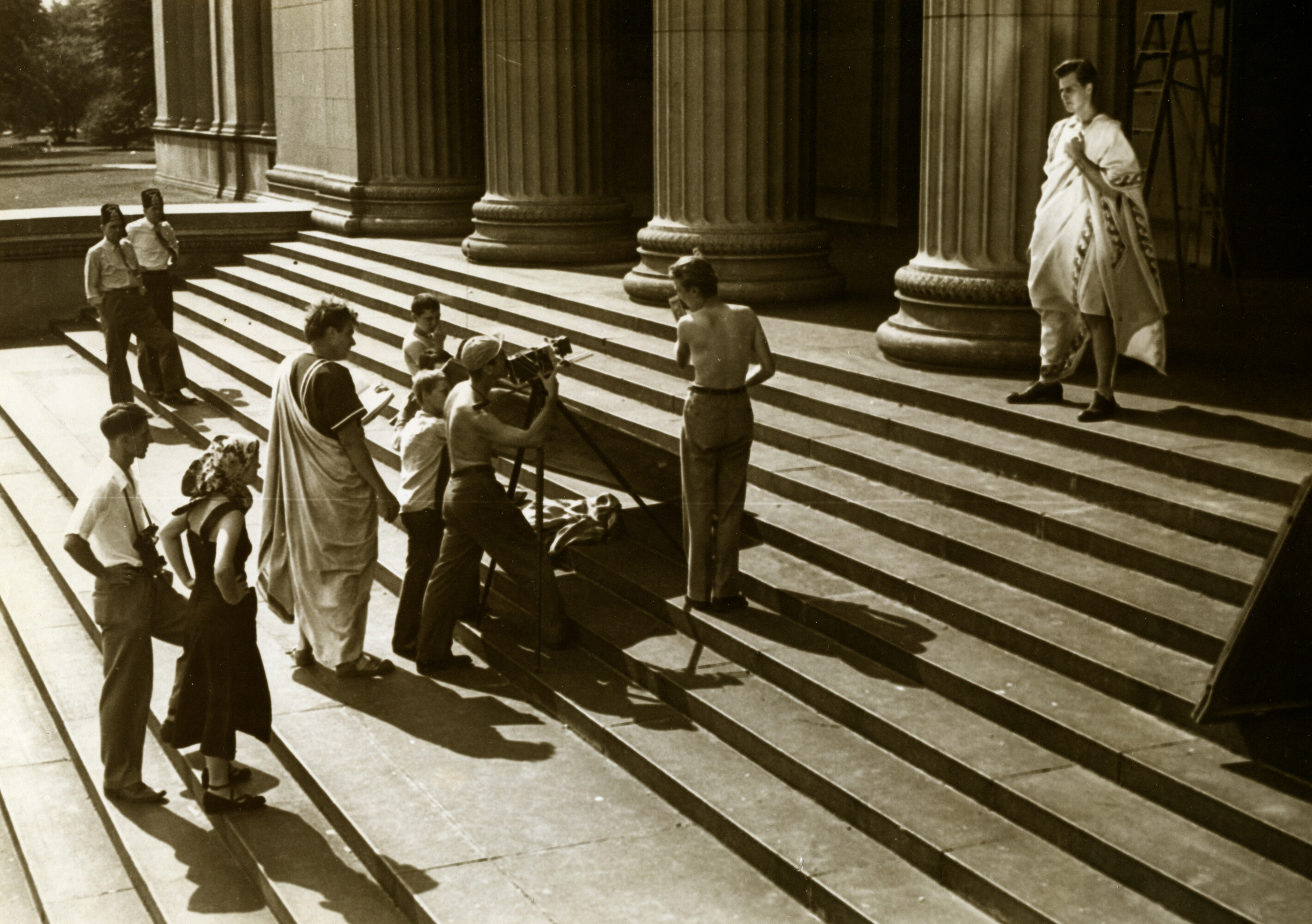
Чарлтон Хестон снимается в «Юлии Цезаре» (1950)
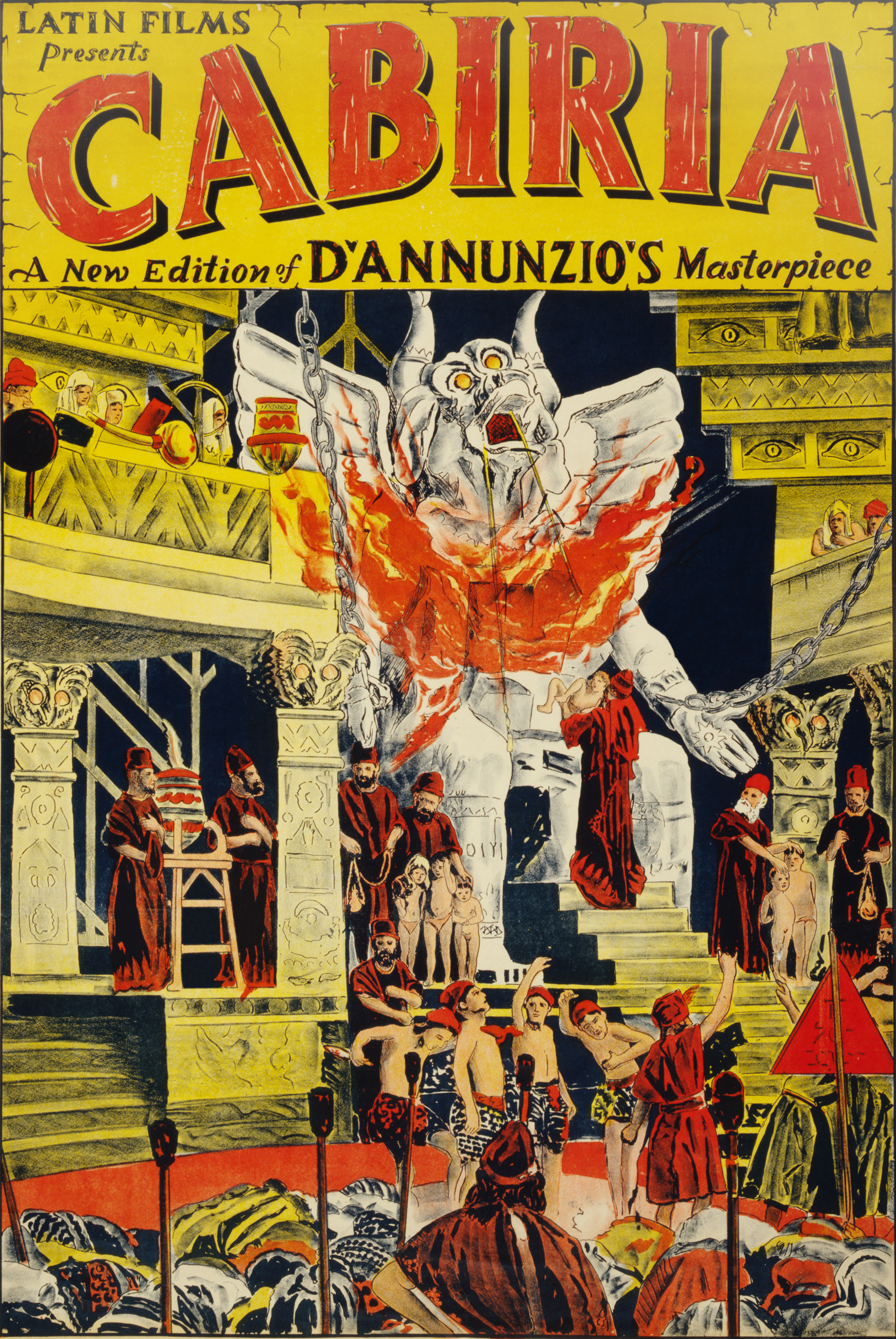
Афиша первого пеплума — «Кабирия» (1914)
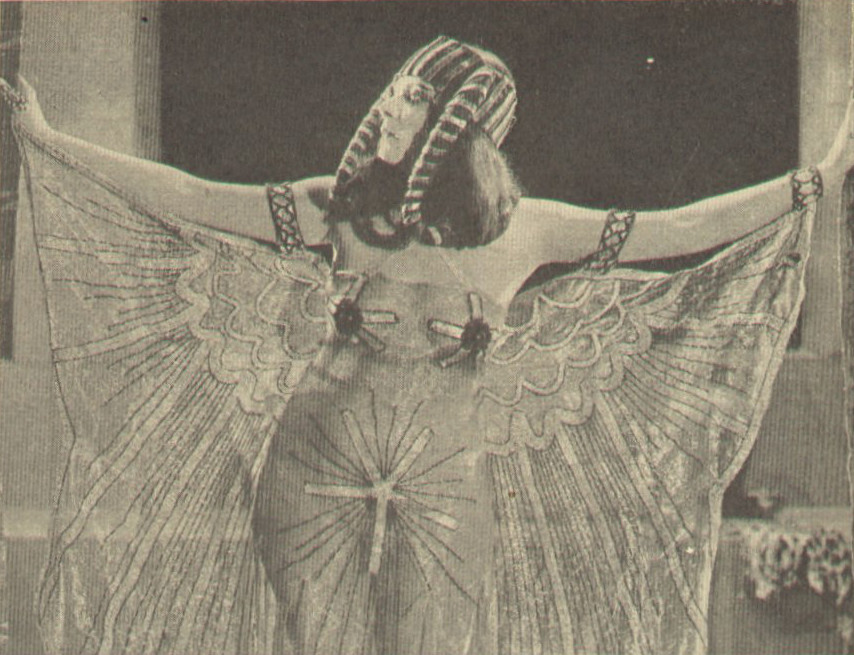
Теда Бара в образе Клеопатры (1917)